# Пере Портабела
Пере Портабела и Рафолс (на каталонски: Pere Portabella i Ràfols, 1927) е испански режисьор, филмов продуцент и политик.
Роден е през 1927 година във Фигерас в семейството на индустриалец. От края на 50-те години се занимава с продуцентска дейност, като работи с режисьори като Карлос Саура, Марко Ферери и Луис Бунюел и режисира собствени филми, главно документални. След падането на режима на Франсиско Франко е избиран неколкократно в испанския и каталонския парламент.